# Dressage de l'éléphant par anéantissement
 (novembre 2022).
Si vous disposez d'ouvrages ou d'articles de référence ou si vous connaissez des sites web de qualité traitant du thème abordé ici, merci de compléter l'article en donnant les références utiles à sa vérifiabilité et en les liant à la section « Notes et références ».

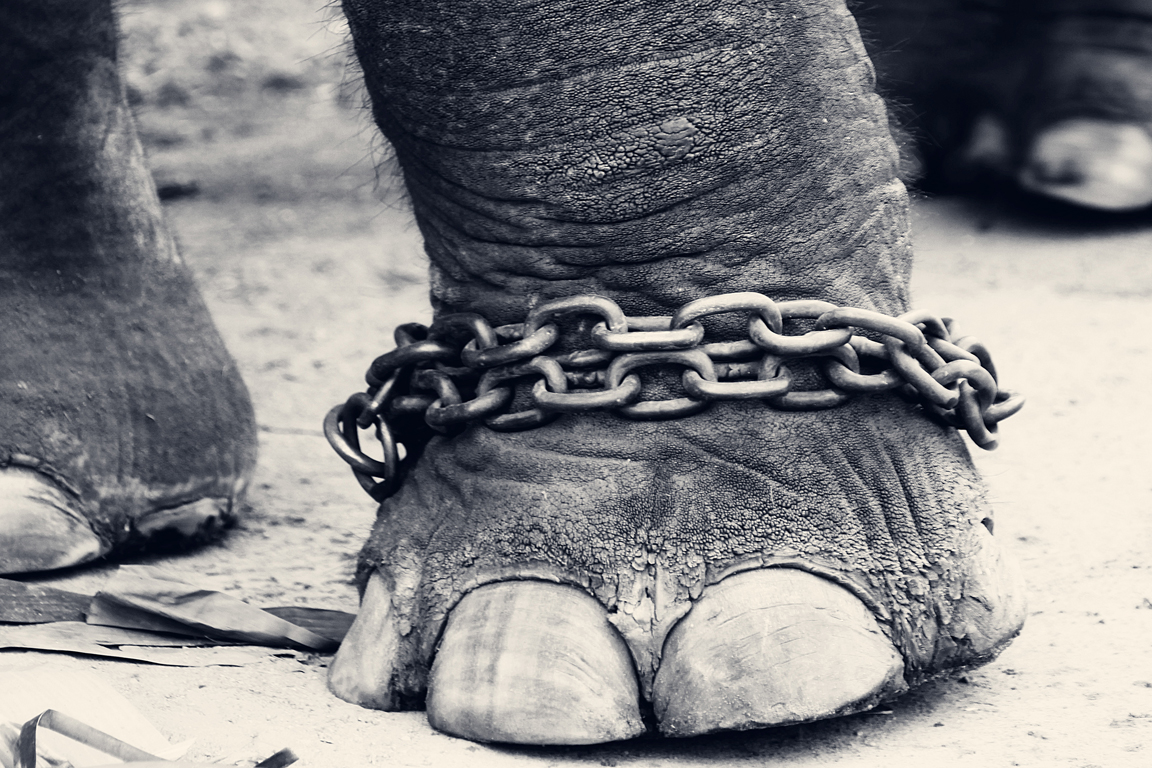
Éléphant enchaîné.

Le dressage de l'éléphant par anéantissement ou par écrasement, appelé phajaan, mahout est une méthode permettant de rendre des éléphants sauvages dociles, en les retenant en cage et en usant de châtiments corporels et de mauvais traitements. Cette pratique est condamnée par beaucoup d'organisations de protection des animaux, en tant que cruauté envers les animaux.
Le phachan (en thaï ผาจ้าน, translittération du Royal Thai General System phachan, phajaan est une translittération phonétique anglaise) signifie grande séparation. Pour les éléphants, c'est une cérémonie à l'occasion de la séparation d'un éléphanteau avec sa mère .

## Description du dressage
Un rapport des Nations unies titré Gone Astray, rapporte que cette méthode est commune à l'Inde, au Myanmar et à la Thaïlande ; elle implique que l'éléphant soit placé dans une cage très résistante, et attaché avec des cordes pour l'empêcher de bouger, y compris sa tête. Cette méthode est supposée écraser l'esprit de l'éléphant. Ses défenseurs affirment que cela permet d'apprendre à l'éléphant les ordres basiques « halte » et « silence » sans danger, et de l'adapter à son nouvel environnement. 
National Geographic rapporte l'usage de coups d'ongles et de pieux dans les oreilles et les pieds d'un éléphant sujet à un dressage par anéantissement en Thaïlande. D'autres reportages citent l'utilisation de coups de bâtons, l'usage de chaines, de privation de sommeil, privation d'alimentation et d'eau pour « anéantir » l'éléphant et le soumettre à son propriétaire.    
Cité dans Gone Astray, un rapport de 1967 dit que « un éléphant né en captivité est élevé parmi les humains, et son élevage est humain depuis le début ; mais une bête sauvage séparée de son groupe et de sa mère doit souffrir l'agonie avant que sa volonté soit anéantie ».

## Alternatives
Les zoos, y compris ceux dans les pays comme les États-Unis, utilisaient les punitions corporelles et le renforcement négatif pour dompter les éléphants jusqu'au milieu des années 1970. Une nouvelle technique, appelée contact protégé ou non-domination est aujourd'hui utilisée dans les zoos modernes. Cette méthode utilise les récompenses, et non les punitions, pour encourager une adaptation du comportement de l'animal.
Une autre solution est d'utiliser des éléphants déjà dressés (appelés Kumkis en Inde) pour chasser, capturer et dresser les éléphants sauvages. Cette pratique est largement employée dans des pays comme l'Inde.